# مصر في الألعاب الأولمبية الصيفية 1924
نافست مصر في دورة الألعاب الأولمبية الصيفية 1924 في باريس بفرنسا، بوفد رياضي من 24 مشارك في 9 رياضات مختلفة.